# Aleurocystis
Aleurocystis ist eine Pilzgattung, die traditionell der Familie der Schichtpilzverwandten (Stereaceae) zugeordnet wird. Die Vertreter der Gattung haben aufgrund ihrer ebenfalls scheiben- bis schüsselförmigen Fruchtkörper und der großen Basidiosporen eine große Ähnlichkeit mit Arten der Gattung Aleurodiscus. Durch ihre inamyloiden Basidiosporen und die kristalltragenden Zystiden (Metuloide) kann man sie aber leicht unterscheiden. Die Weißfäulepilze wachsen auf abgestorbenen aber noch nicht abgefallenen Zweigen und Ästen. Die Gattung ist überwiegend in den Tropen verbreitet. Die Typusart der Gattung ist Aleurocystis hakgallae (Berk. & Broome) G. Cunn.

## Merkmale
Die einjährigen Fruchtkörper sind resupinat bis becherförmig und blassgelblich bis ocker gefärbt. Im frischen und feuchten Zustand sind sie gelatinös bis zäh und trocken hornig und fest. Das Hyphensystem ist monomitisch. Die generativen Hyphen tragen Schnallen. Im Subiculum kommen dickwandige Hyphen vor, die gerade und unverzweigt oder verzweigt sein können. In KOH erscheinen die Hyphenwände gelatinisiert. Die viersporigen Basidien sind keulig, daneben kommen dickwandige, metuloide Zystidien vor. Sie sind besonders im oberen Teil inkrustiert, ältere Zystiden können auch im unteren Teil inkrustiert sein. Sie sind deutlich verlängert und können in älteren Hymenien über die Basidien hinausragen. Daneben gibt es einfache Hyphidien (Paraphysoide), die teilweise verzweigt sein können und dann an Dendrohyphidien erinnern. Die großen, dünnwandigen Basidiosporen sind glatt und inamyloid.

## Systematik
Die Gattung wurde 1956 durch Gordon Herriott Cunningham beschrieben. Trotz ihrer auffälligen, makroskopischen Ähnlichkeit sind ihre Vertreter wahrscheinlich nicht mit Aleurodiscus verwandt. Durch ihre mikroskopischen Merkmale, besonders die inamyloiden Basidiosporen und die mit Kristallen besetzten Zystiden (Metuloide), kann man sie leicht von den Arten der Gattung Aleurodiscus unterscheiden.
Es ist möglich, dass die Gattung mit Cytidia verwandt ist, mit der sie zahlreiche Merkmale gemeinsam hat. Beide bilden fast gelatinöse, becherförmige Fruchtkörper und große Basidiosporen. Dies lässt sich natürlich genauso gut auf eine konvergente Entwicklung zurückführen. Es ist bekannt, dass Ständerpilze, die Fruchtkörper an exponierten Standorten wie toten, aber noch immer am Baum verbliebenen Ästen haben, auch häufig große Basidiosporen besitzen. Der Grund dafür ist unbekannt, aber das Phänomen tritt in zahlreichen, nicht miteinander verwandten Gruppen auf und muss daher einen selektiven Vorteil haben. Die metuloiden Zystiden trennen Aleurocystis von der Gattung Cytidia Quel. und Auriculariopsis (Lev.) Maire deren Arten auf den ersten Blick sehr ähnlich aussehen.
Ob metuloide Zystiden wirklich ein Hinweis auf eine unterschiedliche Abstammung dieser Gattungen sind, wird unter Mykologen kontrovers diskutiert. Bei vielen corticoiden Gattungen (Gloeocystidiellum, Hyphoderma, Peniophora etc.), bei denen solche Zystiden ebenfalls auftreten, dient dieses Merkmal nur zur Unterscheidung der Arten und nicht zur Differenzierung auf Gattungsebene. Leider wurde die Gattung bisher (Stand 2014) noch nicht molekularbiologisch untersucht, es ist aber fraglich, ob die Gattung mit ihren inamyloiden Sporen wirklich zur Familie der Schichtpilzverwandten gehört. Karl H. Larsson jedenfalls stellt sie in seiner Revision der corticioiden Pilze nicht mehr in diese Familie.

## Ökologie und Verbreitung
Die Weißfäulepilze wachsen auf totem Laubholz und sind überwiegend in den Tropen verbreitet.

## Arten
- Aleurocystis capensis (Lloyd) Lloyd (1920)
- Aleurocystis gloeocystidiata Rajchenb. & Robledo (2005)
- Aleurocystis hakgallae (Berk. & Broome) G. Cunn. (1956)
- Aleurocystis magnispora (Burt) P.A. Lemke (1964)